# Ímera
Ímera är en ort i Grekland.   Den ligger i prefekturen Nomós Kozánis och regionen Västra Makedonien, i den norra delen av landet, 290 km nordväst om huvudstaden Aten. Ímera ligger 346 meter över havet och antalet invånare är 208. Den ligger vid sjön Technití Límni Polyfýtou.
Terrängen runt Ímera är kuperad åt nordväst, men åt sydost är den bergig. Runt Ímera är det ganska glesbefolkat, med 26 invånare per kvadratkilometer. Närmaste större samhälle är Velventós, 5,2 km sydost om Ímera. 